# Nikolaus von Rudersheim
Nikolaus Rudersheim, seit 1809 Ritter von Rudersheim (* 28. April 1781 in Mannheim; † 26. Dezember 1845 in München) war ein bayerischer Generalmajor.

## Leben
Nikolaus Rudersheim wurde als Sohn eines Stadtgerichtsrates geboren. Nach Beendigung der ersten vier Gymnasialklassen trat er als Volontär in die 2. Kompanie Oberst von Regnier des Artillerie-Regiments zu Mannheim ein. Von 1796 bis 1798 diente Rudersheim in der Stabskompanie des 2. Artillerie-Bataillons und wurde am 1. August 1799 zum Korporal befördert. Als solcher nahm er 1800 am Feldzug gegen Frankreich teil. Am 2. März 1802 zum Unterleutnant befördert, diente er nun in der Leib-Kompanie des 1. Artillerie-Bataillons in München.
1805 kämpfte Rudersheim im Feldzug gegen Österreich und erhielt am 24. September 1806 seine Beförderung zum Oberleutnant und am 4. Januar 1807 die Ernennung zum Adjutanten. Eine Funktion, die er bis 1809 behielt. 1809, zu Beginn des Feldzuges gegen Österreich und die Aufständischen in Tirol, stand Rudersheim bei der Feldartillerie in der 1. Armeedivision. In der Nacht vom 10. zum 11. August 1809 kam es bei Schönberg im Stubaital zu einem heftigen Gefecht mit den Aufständischen, an dem Rudersheim mit Auszeichnung teilnahm. Nur durch seinen persönlich Einsatz gelang die Sicherung der eigenen Munitionswagen beim Übergang über eine Brücke. Ein zu München am 30. April 1810 unter Vorsitz von Generalmajor Anton von Vieregg abgehaltenes Ordenskapitel des Militär-Max-Joseph-Ordens befürwortete einstimmig die Aufnahme von Rudersheim in den Orden. Mit Armeebefehl vom 22. Oktober 1810 wurde er, wegen der Auszeichnung bei Schönberg am 11. August 1809, zum Ritter des Militär-Max-Joseph-Ordens ernannt. Mit der Verleihung war die Erhebung in den persönlichen Adelsstand verbunden und er durfte sich nach der Eintragung in die Adelsmatrikel „Ritter von Rudersheim“ nennen.
Anfang Februar 1812 wurde Rudersheim zur 11. Artillerie-Kompanie des 1. mobilen Armee-Korps versetzt und am 18. Mai 1812 zum Hauptmann 2. Klasse befördert. Im Feldzug 1813/14 gegen Frankreich führte Rudersheim eine Batterie die zur 1. Infanterie-Division Rechberg gehörte und hatte während der Kämpfe mehrmals Gelegenheit sich auszuzeichnen. Am 30. und 31. Oktober 1813, bei der Verteidigung der Mainbrücke bei Frankfurt, wurde seine Batterie mehrfach lobend erwähnt. Ebenso am 25. und 28. Dezember 1813 vor Belfort, als ein französischer Ausfall abgewiesen werden konnte. Bei der Besetzung des strategisch wichtigen Dorfes Chaumesnil während der Schlacht bei La Rothière (1. Februar 1814) unterstützte seine Batterie die stürmende Infanterie und verteidigte in der Folge das Dorf vor Angriffen der französischen Kavallerie. Für seine Umsicht während der Kämpfe erhielt er den russischen Orden des Heiligen Wladimir 4. Klasse. In der Schlacht bei Arcis-sur-Aube (20. und 21. März 1814) verlor seine Batterie zahlreiche Offiziere und Mannschaften. Rudersheim, der vom österreichischen General Stortnik ein ehrenvolles Zeugnis erhielt, wurde im Armeebefehl vom 18. April 1814 belobigend erwähnt und für seinen Mut nachträglich, laut Armeebefehl vom 31. Dezember 1817, mit dem Ritterkreuz des österreichischen Leopold-Ordens ausgezeichnet.
Am 22. Februar 1815 zum Hauptmann 1. Klasse aufgerückt, erlebte Rudersheim den Feldzug von 1815 gegen Frankreich im Verband der 1. leichten Kavallerie-Division. Bei der Aufstellung des 2. Artillerie-Regiments im Oktober 1824 wurde er zu diesem Verband versetzt, aber schon am 24. Mai 1825 zum Major im 1. Artillerie-Regiment und am 1. Dezember 1830 zum Oberstleutnant, erneut im 2. Artillerie-Regiment, befördert. Am 13. Juni 1838 erhielt Rudersheim das Ehrenkreuz des Ludwigs-Ordens, mit Armeebefehl vom 29. November 1838 den russischen Orden der Heiligen Anna 2. Klasse und am 1. Januar 1841 das Ritterkreuz des Verdienstordens vom Heiligen Michael. Am 25. Dezember 1841 wurde er zum Oberst und Kommandeur des 1. Feldartillerie-Regiments „Prinz Luitpold“ ernannt, eine Stellung, die er bis Oktober 1845 bekleidete. Am 31. Oktober 1845 zum Generalmajor beim Artilleriekorpskommando „extra statum“ ernannt, starb Nikolaus Ritter von Rudersheim bereits am 26. Dezember 1845 im Alter von 64 Jahren in München.